# Oréstis Láskos
Oréstis Láskos (en grec moderne : Ορέστης Λάσκος) né à Éleusis le 11 novembre 1907 et mort à Athènes le 17 octobre 1992 était un poète, acteur, scénariste, dramaturge, réalisateur et metteur en scène de théâtre et cinéma grec.

## Biographie
Oréstis Láskos commença des études de médecine avant de les abandonner pour suivre les cours d'art dramatique de l'école de Dimítris Rondíris. En 1927, il fut « découvert » par Dimítrios Gaziádis qui lui fit signer un contrat, d'acteur, avec sa maison de production, la Dag-film. En parallèle de sa carrière d'acteur, Laskos entama une carrière de scénariste, sous le pseudonyme de Very Slove.
En 1931, il réalisa son premier film Daphnis et Chloé qui lui apporta une renommée internationale. Cependant, il préféra se consacrer à l'écriture, principalement à la poésie, ainsi qu'au théâtre, principalement musical. Il revint à la réalisation en 1945, avec Cœurs brisés. Suivit un nouvel intermède de littérature.
Il ne commença réellement sa carrière de réalisateur prolifique qu'en 1953 et la poursuivit jusqu'en 1971 où il prit sa retraite.
Il a été marié de 1942 à 1947 avec la chanteuse Stélla Gréka.